# Ciudad de los hombres (película)
Cidade dos Homes (en español: Ciudad de los Hombres) es una película brasileña de 2007, basada en la serie del mismo nombre transmitida por TV Globo.

## Argumento
Laranjinha y Acerola, dos amigos que crecieron juntos en la favela carioca de Morro da Sinuca, alcanzan la mayoría de edad y afrontan las primeras dificultades de la vida adulta. Con un hijo de dos años, un trabajo seguro y un matrimonio apresurado con su novia, Cristiane, Acerola extraña la diversión y la libertad. Laranjinha, que conduce un mototaxi y es mujeriego, sufre la ausencia de su padre, a quien nunca ha visto.
En el mes en que cumplen 18 años, los dos toman sus decisiones: Laranjinha quiere conocer a su padre; Acerola, revolucionar su vida amorosa. Pero estalla una guerra en la favela y complica las cosas para ambos. Madrugadão, que dirige el narcotráfico en Sinuca, pierde su puesto ante Nefasto, su ex mano derecha. Laranjinha, prima de Madrugadão, tiene que desaparecer de casa, al igual que Acerola, que atrae la ira de Nefasto en un golpe de mala suerte.
En medio de la confusión, Cristiane anuncia que se marcha a São Paulo, dejando a su hijo con Acerola. Y, con el padre de Laranjinha, surge una amarga revelación que amenaza con poner fin a la inquebrantable amistad del dúo.

## Reparto
- Darlan Cunha como Laranjinha
- Douglas Silva como Acerola
- Jonathan Haagensen como Madrugadão
- Eduardo BR como Nefasto
- Rodrigo dos Santos como Heraldo
- Camila Monteiro como Cris
- Naíma Silva como Camila
- Luciano Vidigal como Fiel
- Pedro Henrique como Caju
- Alex Borges como Vadinho
- Kamilla Rodrigues como Tina